# Naraka
Naraka är inom buddhismen en kategori av världar inom samsara. Naraka är buddhismens helvetesvärldar, och är det värsta stället att återfödas i. I en vanlig uppdelning av de buddhistiska helvetena finns det åtta varma helveten, åtta kalla helveten och fyra andra helveten. De som återföds i buddhistiska helveten stannar inte där för evigt, men kan vara där i otroligt lång tid.